# 장고항
장고항(長古港)은 충청남도 당진시 석문면 장고항리에 있는 어항이다. 석문방조제와 왜목마을 중간에 있다. 2008년 12월 19일 국가어항으로 지정되었다. 관리청은 해양수산부 서해어업관리단, 시설관리자는 당진시장이다.

## 연혁
장고항은 충청남도지사가 지방어항으로 지정 관리하여 왔으나, 2008년 12월 19일 농림수산식품부장관이 국가어항으로 지정 고시 함에 따라 동 일자로 충청남도지사가 지방어항 지정을 해제 하였다.

## 어항구역
장고항의 어항구역은 다음과 같다.
- 수역: 노적봉 돌단기점으로부터 정북에서 동쪽으로 30°방향으로 400m, 이 점에서 동남쪽 직각방향으로 600m 나아가 육지쪽 기점을 연결한 선내의 공유수면[2]
- 육역: 당진시 석문면 장고항리 615-11 외 4필지[4]

## 개발 계획
- 당진시는 470억원을 투입해 국가어항으로 지정받은 장고항을 해상교통과 관광·수산물유통의 중심지로 개발한다.[5]

## 특징
- 포구 경관이 마치 장구와 같이 아름답다고 하여 장고항이라 부른다. 비교적 규모가 큰 포구로 3~4월에는 이곳 특산물인 실치회와 실치무침을 먹기 위해 많은 미식가들이 찾아온다. 마을앞 갯벌에는 조개, 게 , 굴, 낙지 등을 손쉽게 잡을 수 있으며 봄부터 가을까지 바다 낚시인들이 즐겨 찾고 있다.[6]

## 관광
- 장고항은 실치회로 유명하다. 매년 3월 중순부터 6월 초까지가 실치의 계절이다. 실치회는 잘 씻어낸 실치를 깻잎, 양파, 오이, 상추, 당근 등을 채로 썬 것과 섞은 다음 초고추장으로 비벼서 먹는 별미이다. 횟감으로 쓰이지 못하는 실치는 김처럼 발에 잘 말려서 뱅어포로 만들어지기도 한다. 국화도를 가려면 반드시 장고항을 거치게 된다.[7]
- 2010년 4월 17일부터 이틀간 봄철 입맛을 돋워주는 별미인 실치를 저렴하게 맛볼 수 있는 장고항 실치축제가 충남 당진시 석문면 장고항 일대에서 개최되었다.[8]
- 2011년 4월 30일부터 2일간 제8회 장고항 실치축제가 개최되었다.[9]